# Bílý Potok (Distrito de Liberec)

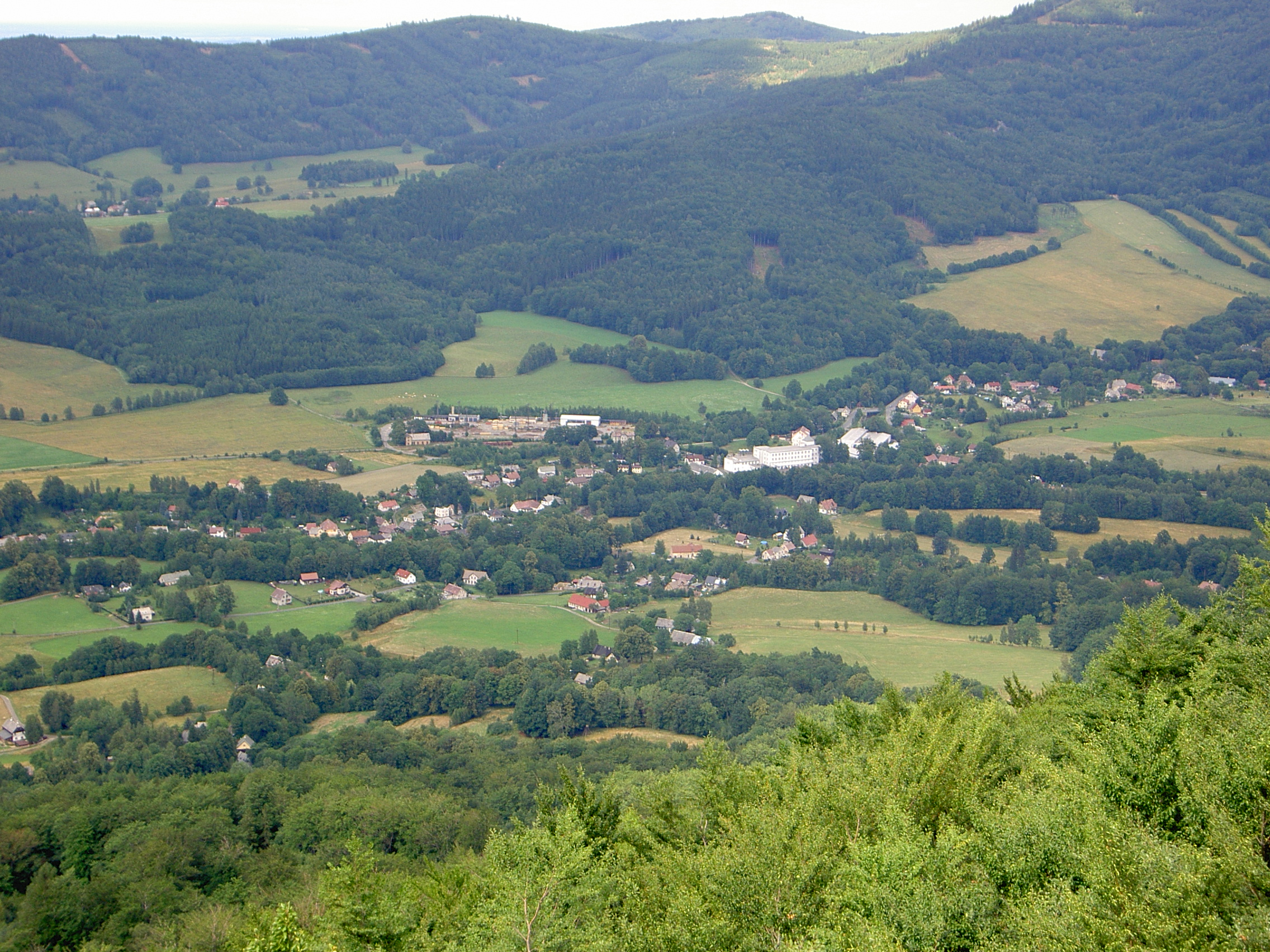
Bílý Potok desde Ořešník

Bílý Potok (alemán, Weißbach) es un pueblo en la región de Liberec en la República Checa. Tiene alrededor de 670 habitantes. Se conoce como el lugar más lluvioso en la República Checa.